# Baktakék
Baktakék là một thị trấn thuộc hạt Borsod-Abaúj-Zemplén, Hungary. Thị trấn này có diện tích 18,85 km², dân số năm 2010 là 710 người, mật độ 38 người/km².